# La revolución silenciosa
La revolución silenciosa (alemán: Das schweigende Klassenzimmer) es una película alemana de 2018 dirigida por Lars Kraume. La película narra la historia real de una clase de instituto en la República Democrática Alemana comunista. Los alumnos guardan un momento de silencio en su aula como homenaje a las víctimas de la fallida revolución húngara contra los comunistas en 1956. Este pequeño acto de rebeldía tiene consecuencias imprevistas sobre los jóvenes, sus padres y el equipo directivo del instituto. La película está basada en una historia real que aparece en un libro publicado con el mismo título por Dietrich Garstka (1939–2018), uno de los estudiantes protagonistas del hecho real.

## Argumento
A finales de 1956, antes de la construcción en 1961 del Muro de Berlín en la República Democrática Alemana, dos alumnos de instituto Kurt y Theo viajan en secreto al cine a Berlín Oeste. Allí ven antes de iniciarse la película un reportaje informativo sobre una revuelta húngara contra los comunistas. A su regreso a su ciudad de Stalinstadt, convencen a algunos compañeros de clase para visitar la casa cercana de Edgar, un familiar de uno de los alumnos, Paul. En casa de Edgar, los alumnos pueden escuchar la emisora de radio RIAS, que retransmite desde Berlín Oeste. Al escucharla, se enteran de la muerte de Ferenc Puskás, un futbolista húngaro apreciado por estos alumnos. Kurt convence a la mayoría de la clase para llevar a cabo un minuto de silencio en homenaje a las víctimas en Hungría al comienzo de las clases. Esto enfada a su profesor, y el estudiante Erik le dice que es un acto de protesta. Tras otro encuentro en casa de Edgar, la clase realiza una votación y decide mentir sobre lo que ha pasado, y decir que lo hicieron como homenaje al futbolista Puskás.
Kessler, una supervisora del colegio, investiga el incidente. Fritz Lange, el ministro de educación nacional de la RDA, llega al centro escolar y califica el incidente de contrarrevolucionario y pide a la clase que señale al instigador. La clase entera guarda silencio y, como castigo, les prohíben a todos graduarse. Ante la presión, Erik confiesa toda la verdad sobre Edgar y la escucha de la radio RIAS. Edgar es entonces arrestado, mientras Paul es testigo del arresto. El padre de Theo intenta razonar con Lange, pero no le hacen caso debido a su implicación en la revuelta alemana del este de 1953.
Al día siguiente, Kessler interroga a cada alumno de la clase. Para aumentar la presión sobre Erik, le dice a Erik que su padre, a quien él ve como un héroe socialista, era en realidad un colaborador Nazi ahorcado por el Ejército Rojo. Erik reacciona mal, se enfada con Kurt y dispara a su monitor de tiro. Finalmente acaba confesando haber delatado a Kurt. Esa noche, Kessler intenta convencer a Kurt para culpar a Erik. Kurt rechaza el plan y huye a Berlín Oeste. Al día siguiente, Kessler pregunta a la clase si Kurt había sido el instigador del homenaje. Los alumnos de la clase se niegan a señalarle. Ante su negativa, son todos expulsados y pasados unos días huyen en grupo a Berlín Oeste.

## Reparto
- Leonard Scheicher como Theo Lemke
- Tom Gramenz como Kurt Wächter
- Lena Klenke como Lena
- Isaiah Michalski como Paul
- Jonas Dassler como Erik Babinsky
- Florian Lukas como Schwarz, el director de la escuela
- Jördis Triebel como la investigadora Frau Kessler
- Michael Gwisdek como el tío Edgar
- Burghart Klaußner como Fritz Lange, ministro de educación
- Ronald Zehrfeld como Hermann Lemke, padre de Theo
- Carina Wiese como Irmgard Lemke, madre de Theo
- Max Hopp como Hans Wächter, padre de Kurt
- Judith Engel como Anna Wächter, madre de Kurt
- Bettina Hoppe como Christa, madre de Erik
- Götz Schubert como Pfarrer Melzer, padre de Erik
- Daniel Krauss como Lange
- Rolf Kanies como Wardetzki, instructor de tiro
- Carmen-Maja Antoni como la abuela de Lena